# Robert Maysack
Robert Maysack, (Kirchardt, 25 de novembro de 1872 - Condado de Highlands, possivelmente em 24 de dezembro de 1960) foi um ginasta que competiu em provas de ginástica artística pelos Estados Unidos. 
Maysack ingressou no ginásio Central Turnverein para disputar os Jogos de St. Louis, nos quais conquistou uma medalha olímpica. Em sua única participação em Olimpíadas, disputou a prova coletiva, na qual, ao lado dos companheiros Charles Krause, George Meyer, John Duha, Edward Siegler e Philipp Schuster, conquistou a medalha de bronze, após ser superado pelas equipes Philadelphia Turngemeinde, de Anton Heida, e New York Turnverein, de Otto Steffen.